# ゲオルク・ルートヴィヒ・フォン・オルデンブルク
ゲオルク・ルートヴィヒ・フォン・オルデンブルク（Georg Ludwig Herzog von Oldenburg, 1855年6月27日 - 1939年11月30日）は、ドイツの諸侯オルデンブルク大公家の成員。プロイセン王国の軍人で、同国のシュタンデスヘル領ホルツァッペル伯領の最後の領主であった。

## 生涯
オルデンブルク大公ペーター2世とその妻でザクセン＝アルテンブルク公ヨーゼフの娘であったエリーザベトの次男。兄フリードリヒ・アウグストは最後のオルデンブルク大公となった。文献学者・言語学者シュテファン・ヴェッツォルトから家庭教育を受けた。1873年オルデンブルク軍の少尉に任官。1876年から1878年までボン大学で学び、1877年同大学のボルシア・ボン友愛会に入会を許された 。学業を終えるとプロイセン軍人となり、1878年から1880年までオルデンブルク第19竜騎兵連隊に、1880年から1883年までヴェストファーレン第4胸甲騎兵連隊「フォン・ドリーゼン」に所属した。1888年から1889年まではベルリン駐屯の第1近衛竜騎兵連隊「英国女王ヴィクトリア」に所属した。1911年1月27日、名誉的な陸軍大佐に昇進し、第1近衛竜騎兵連隊「英国女王ヴィクトリア」及びオルデンブルク第91歩兵連隊に形式的に所属した。
1867年、父の従兄にあたるオーストリア大公シュテファンは、シャウムブルク伯領及びホルツァッペル伯領の所有権を遺言でゲオルク・ルートヴィヒに譲渡した。2つの伯領はもともとナッサウ公国のシュタンデスヘル領だったが、1866年以降はプロイセンに帰属した。しかしゲオルク・ルートヴィヒの所領相続に関しては、別の従伯父で同様に相続権を持つヴァルデック＝ピルモント侯ゲオルク・ヴィクトルから異議が唱えられ、オルデンブルク大公家とヴァルデック侯家の間で以後20年に及ぶ長期の法廷闘争が展開された。1887年、帝国最高裁判所はヴァルデック家の上告を棄却し、ゲオルク・ルートヴィヒに2伯領の所有権を最終的に認めた。

## 引用
1. ↑  Georg Ludwig, Herzog von Oldenburg auf www.geneall.net
2. ↑  Kösener Korpslisten 1910, 19, 509
3. ↑  Rangliste der Königlich Preußischen Armee und des XIII. (Königlich Württembergischen) Armeekorps für 1914. Hrsg.: Kriegsministerium. Ernst Siegfried Mittler & Sohn. Berlin 1914. S. 263, 356.
4. ↑  Nach Hans Friedl: Nikolaus Friedrich Peter, Großherzog von Oldenburg. In: Neue Deutsche Biographie (NDB). Band 20, Duncker & Humblot, Berlin 2001, ISBN 3-428-00201-6, S. 224 f.
5. ↑  Schaumburg. In: Meyers Konversationslexikon. Vierte Auflage. 1885–1892. S. 411–412. (Digitalisat S. 411; Digitalisat S. 412); Entscheidungen des Reichsgerichts in Zivilsachen. Band 18